# Antonio Luna

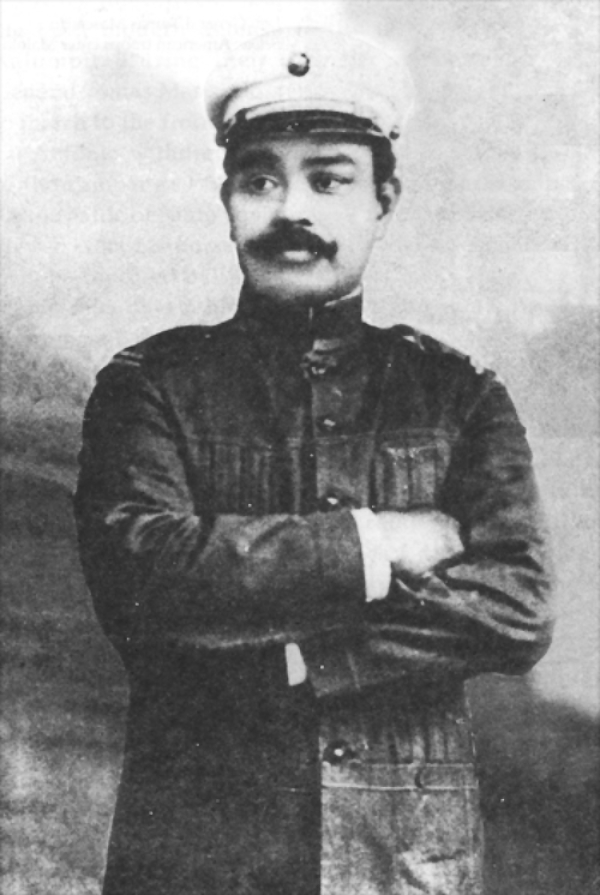
Antonio Luna

Antonio Narciso Luna de San Pedro y Novicio Ancheta (ur. 29 października 1866, zm. 5 czerwca 1899) – filipiński wojskowy, działacz niepodległościowy, farmaceuta i pisarz.

## Życiorys
Urodził się w Manili jako najmłodsze dziecko Joaquina Luny i Laureany Novicio. Jego rodzina pochodziła z północnego Luzonu. Po ukończeniu prestiżowego Ateneo w rodzinnym mieście (1881) podjął studia farmaceutyczne na Universidad de Santo Tomás, które kontynuował na uczelniach hiszpańskich, początkowo na Uniwersytecie Barcelońskim, natomiast później na madryckim Uniwersytecie Complutense. Na tym ostatnim uzyskał doktorat z farmacji (1891). W czasie swego pobytu na Półwyspie Iberyjskim zaangażował się w działalność nacjonalistycznej emigracji filipińskiej, między innymi jako członek Asociación Hispano-Filipina. Krytyczny wobec polityki hiszpańskich władz kolonialnych, swoje poglądy w tym zakresie publikował na łamach „La solidaridad”, głównego organu prasowego patriotycznych kręgów filipińskich w ówczesnej Hiszpanii. Część artykułów jego autorstwa z tego okresu została zebrana w książce Impresiones, wydanej w 1891 w Madrycie.
Na ojczysty archipelag powrócił w 1894, jednak nie pozostał tam na długo. Oskarżony o związki z rewolucyjnym tajnym sprzysiężeniem Katipunan, został uwięziony w manilskim Forte Santiago (1896), gdzie był poddawany torturom. Niedługo później deportowano go do Hiszpanii (1897) i osadzony w madryckim więzieniu Modelo. Na Filipiny powrócił w 1898, założył pismo „La independencia”. Jego wcześniej zdobyte doświadczenie w zakresie wojskowości i taktyki uczyniło zeń cenne wsparcie dla filipińskich władz rewolucyjnych. Szybko stał się jedną z czołowych postaci wojny filipińsko-amerykańskiej, doszedł do stopnia generała brygady. Ceniony za swoje zdolności w prowadzeniu wojny partyzanckiej. W przemówieniu wygłoszonym w stulecie jego urodzin prezydent Ferdinand Marcos zauważył, że jego dokonania w tym zakresie można zestawić z Mao Zedongiem, Vo Nguyem Giapem czy Ho Chi Minhem. Był jednym z uczestników Kongresu w Malolos (1898). Pełnił również funkcję dziekana wydziału farmacji krótko istniejącego Universidad Literaria de Filipinas. Położył podwaliny pod formację intelektualną filipińskich sił zbrojnych, jako założyciel Academia Militar, prekursorki Filipińskiej Akademii Wojskowej. Padł ofiarą walki o władzę i wpływy w łonie filipińskich sił rewolucyjnych, został zamordowany na zlecenie generała Emilia Aguinaldo.
Poza swoją działalnością niepodległościową i burzliwą karierą w rodzących się siłach zbrojnych Filipin, został zapamiętany również za swoje badania nad malarią. W 1893 opublikował El Hematozoario del Paludismo, pracę poświęconą tej właśnie tematyce, ciepło przyjętą przez środowisko medyczne. Wśród innych istotnych publikacji naukowych Luny wymienia się Notas bacteriologica y experimentales sobre le Grippe oraz Memoria sobre analisis de las aguas termales de Sibul. Jako farmaceuta był związany z manilskim Laboratorio Municipal, zdobył również uznanie jako uczony. Kilka lat po jego śmierci amerykańscy biurokraci poszukujący odpowiedniego kandydata na stanowisko szefa amerykańskiego laboratorium miejskiego Manili wspominali właśnie o Lunie, najwyraźniej nieświadomi tego, że poniósł śmierć.
Podobnie jak wielu współczesnych sobie intelektualistów filipińskich był wolnomularzem.
Jest patronem ulic w wielu filipińskich miastach. Jego rola w wojnie filipińsko-amerykańskiej stała się podstawą filmu Generał Luna (2015) w reżyserii Jerrolda Taroga. W postać Luny wcielił się w nim John Arcilla. Pojawia się również w serialu telewizyjnym Ilustrado (2014), gdzie w jego roli obsadzono JC Tiusekę.
Jego brat Juan (1857–1899) był jednym z pierwszych malarzy filipińskich cieszącym się międzynarodową rozpoznawalnością. Kolejny brat, Joaquin Luna, był natomiast politykiem, który wchodził w skład Senatu oraz Izby Reprezentantów.